# Les Deux Amis
Les Deux Amis (bra: Dois Amigos; prt: Os Dois Amigos) é um filme francês de 2015, do gênero drama romântico, dirigido pelo estreante Louis Garrel, com roteiro de Christophe Honoré e do próprio diretor baseado na peça Les Caprices de Marianne, de Alfred de Musset.
Foi selecionado para exibição na Semana da Crítica do Festival de Cannes de 2015 e foi nomeado para o Queer Palm

## Sinopse
Ator fracassado apaixona-se por garçonete que não corresponde a sua atenção e pede a ajuda de seu melhor amigo para conquistá-la. No início, o amigo nem gosta dela, mas aos poucos também vai se apaixonando.